# Wanareja (Sirampog)
Wanareja is een bestuurslaag in het regentschap Brebes van de provincie Midden-Java, Indonesië. Wanareja telt 3093 inwoners (volkstelling 2010).